# Anaplecta moxa
Anaplecta moxa är en kackerlacksart som beskrevs av Henri Saussure och Leo Zehntner 1893. Anaplecta moxa ingår i släktet Anaplecta och familjen småkackerlackor.
Artens utbredningsområde är Peru. Inga underarter finns listade i Catalogue of Life.